# Heidi (film, 2005, Marcus)
Pour les articles homonymes, voir Heidi.
Pour plus de détails, voir Fiche technique et Distribution.
Heidi est un film britannique réalisé par Paul Marcus, sorti en 2005.

## Fiche technique
Source principale de la fiche technique :
- Titre : Heidi
- Réalisation : Paul Marcus
- Scénario : adapté du roman éponyme de Johanna Spyri
- Direction artistique : Henry Harris, Fleur Whitlock
- Musique : Jocelyn Pook
- Décors :
- Costumes : Mike O'Neill
- Photographie : Peter Sinclair
- Son :
- Montage : David Rees
- Production : Martyn Auty, Christopher Figg
  - Production exécutive : David Ball, Branislav Brana Srdic
  - Production déléguée : James Atherton, Michael Henry, H. Michael Heuser
- Société de production : Piccadilly Pictures, Surefire Film Productions, Storm Entertainment, Suitable Viewing, Lux Vide
- Distribution : Storm Entertainment
- Budget :
- Pays de production :  Royaume-Uni
- Format : Couleur - 1,85:1 - 35 mm - Son Dolby Digital
- Genre : drame
- Langue : anglais
- Durée : 104 minutes (1 h 44)
- Date de sortie :
  - Royaume-Uni : 19 août 2005

## Distribution
Source principale de la distribution :

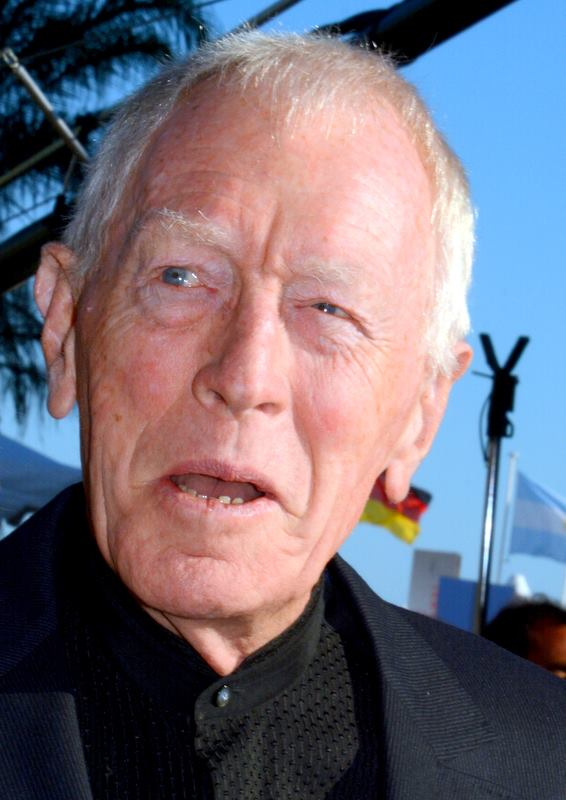
Max von Sydow, à Cannes en 2013, dans le rôle du grand-père

- Emma Bolger : Heidi
- Max von Sydow : l'oncle Alp
- Geraldine Chaplin (VF : Blanche Ravalec) : Rottenmeier
- Diana Rigg : Grand-mère
- Pauline McLynn : tante Detie
- Sam Friend : Peter
- Jessica Claridge (VF : Jessica Barrier) : Clara
- Del Synnott (VF : Laurent Morteau) : Sebastian
- Kellie Shirley : Tinette
- Robert Bathurst : M. Sessemann
- Oliver Ford Davies : Dr Classen
- Caroline Pegg (VF : Marie-Christine Robert) : Bridget
- Jessica James : Grannie